# Цех живописцев Святого Луки
«Цех живописцев Святого Луки» — объединение русских художников, рисовальщиков и живописцев, созданное в апреле 1918 года в революционном Петрограде по инициативе Д. Н. Кардовского, руководителя творческой мастерской в Академии художеств.
Художники объединения вопреки распространению авангардного искусства стремились следовать классическим традициям рисунка и живописи старых мастеров. Отсюда название: Святой Лука Евангелист, по преданию, первым написал портрет Девы Марии с натуры на доске стола, за которым сидело Святое Семейство. Поэтому он почитается небесным покровителем всех живописцев. В западноевропейском Средневековье и в странах Северной Европы XV—XVII веков существовали цеховые объединения художников имени Св. Луки. Академия живописи в Риме также называлась Академией Св. Луки. Работа «Цеха», по замыслу Кардовского, должна была строиться по примеру старинных гильдий и по методике, предложенной самим Кардовским. Во главе «Цеха» стояли «мастера» — Д. Н. Кардовский, В. И. Шухаев, А. Е. Яковлев. «Подмастерьями» были Б. Ф. Коварский, В. Н. Мешков, Н. Э. Радлов, Н. В. Ремизов, М. Э. Фохт. Под их руководством должны были трудиться «ученики». Сотрудники «Цеха Святого Луки» планировали устраивать выставки, лекции и даже самим производить краски.
В основу работы Цеха предлагалась методика преподавания рисунка, выработанная Кардовским в 1896—1900 годах, когда он обучался в известной школе А. Ажбе в Мюнхене. Ранее Кардовский занимался рисунком и живописью в Академии художеств под руководством П. П. Чистякова и И. Е. Репина, затем преподавал в Академии и в собственной студии. Кардовский требовал от учеников ясности формы, убедительной «лепки» формы тоном, внимательности к деталям, цельности и завершённости произведения. Эти качества можно видеть в собственных рисунках Кардовского, а также в работах Н. Э. Радлова и В. И. Шухаева тех лет.
Радлов был старостой мастерской Кардовского в Академии художеств. Шухаев — один из учеников Кардовского в Академии художеств в 1906—1912 гг. Вместе с другом и соучеником по мастерской Кардовского — А. Е. Яковлевым Шухаев создавал произведения, которые позднее относили к течению неоакадемизма (некоторые исследователи связывают их творчество с неоклассицизмом). Шухаев и Яковлев не примыкали ни к одной из художественных группировок. В апреле 1918 г. они задумали обратиться к ремесленным традициям и опыту старых мастеров
Первое собрание объединения состоялось 17 апреля 1918. Н. Э. Радлов выступил с программным докладом: «О целях и средствах живописного искусства», который впоследствии был опубликован в журнале «Аполлон»: «Мы считаем организуемое нами общество единственным, построенным на общности искусствопонимания его участников… Говоря о нашем искусствопонимании, мы не намерены удивлять кого-либо чем-либо новым. Мы не открыватели новых течений и не изобретатели новых „измов“. Наше искусствопонимание не является одним из возможных новых взглядов на искусство, ищущим своих прав наряду с существующими… Результатом и целью живописного творчества является картина… Две задачи обозначаются перед нами: практическое осуществление целей живописи, то есть создание абсолютных художественных ценностей, и для достижения этого наше совершенствование и подготовка других художников к усвоению живописной грамотности».
Участники планировали создать товарищество на паях, организовать издательство, клуб, мастерскую по производству художественных красок; устраивать лекции, проводить диспуты. Однако общество не нашло практических путей для реализации этой программы и в том же 1918 году Цех живописцев прекратил существование.
После распада объединения Шухаев и Яковлев не оставили своих идей. Они стремились работать «в духе своих настоящих учителей», имея в виду великих мастеров итальянского Возрождения. Им были чужды поиски импрессионистов и постимпрессионистов, футуристов и кубофутуристов. Прием рисования сангиной с тщательной растушёвкой, так же, как и «гладкая живопись» Шухаева и Яковлева, родившиеся в бесконечных штудиях академических мастерских, свойственны скорее маньеризму и неоакадемизму, чем истинному классицизму. Сами художники называли свой метод «пластическим стилизмом». В 1912—1914 годах Шухаев и Яковлев работали в Италии, главным образом в Риме. Критик С. К. Маковский в обзоре выставки 1916 г. критически отнесся к «эклектическому натурализму» произведений Шухаева и Яковлева, считая их «выхолощенные приемы» проявлением «своеобразного декаданса, прикрывающего пустоту формы».